# Автомобильная улица (Санкт-Петербург)
Автомоби́льная улица — улица в Кировском районе Санкт-Петербурга, от проспекта Стачек до ЗСД, параллельно Трамвайному проспекту.

## История
Улица появилась в начале 1970-х годов, за ней закрепилось ведомственное наименование «Автомобильная». Официально наименована 6 декабря 1976 года. Название связано с тем, что «улица проходит вдоль автотранспортного предприятия» (д. 8). Первоначально шла от проспекта Стачек углом до Трамвайного проспекта.
Участок у Трамвайного проспекта закрыт в середине 1990-х годов.
Осенью 2008 года было открыто продолжение улицы с путепроводом над железнодорожными путями до ЗСД, также был открыт спрямлённый участок от автобусного парка до проспекта Стачек. 20 июля 2010 года формально продлена до проспекта Народного Ополчения (со стороны которого на Автомобильную улицу был пробит проезд).

## Пересечения
- Западный скоростной диаметр
- Троллейбусный проезд
- проспект Народного Ополчения
- бульвар Новаторов
- проспект Стачек

## Транспорт
На углу Автомобильной улицы и проспекта Стачек расположена остановка «Трамвайный проспект», которую обслуживают автобусные маршруты № 2А, 18, 20, 26, 73, 83, 108, 145, 145Б, 145Э, 200, 201, 210, 229, 245, 260, 300, 401, 481, 482, 482В, 484, 487; коммерческие маршруты № 401А; троллейбусный маршрут № 20.